# Bohemia JazzFest
Bohemia JazzFest je hudební festival, který se každoročně, od roku 2005, koná v České republice, a to na různých místech v průběhu léta, především na náměstích historických měst (např. Domažlice, Tábor, Písek, Prachatice, Hluboká nad Vltavou, Moravské náměstí v Brně, Královská zahrada na Pražském hradě atp.). Zakladatelem byl jazzový kytarista Rudy Linka. Na všechna vystoupení je vstup zdarma. Festival se zaměřuje na jazz, objevují se i spřízněné žánry blues, funky a world music. Jde o jeden z největších jazzových festivalů v Evropě. Od roku 2008 je na festivalu udělována mezinárodní cena za umělecký přínos a popularizaci jazzové hudby nazvaná Bohemia Jazz Award. K nositelům patří například John Scofield nebo americký hudební skladatel Ralph Towner. Společně s OSA je od roku 2010 na festivalu vyhlašována soutěž o nejlepší jazzovou skladbu roku.
V roce 2020 se festival musel adaptovat na složitou covidovou situaci, kdy muzikanti nemohli hrát před diváky. Proto pod upraveným názvem Bohemia JasFest odvysílal sérii on-line vystoupení z několika českých měst.